# Google Lunar X Prize
A Google Lunar X Prize, rövidítve GLXP, avagy Hold 2.0, egy verseny az X Prize Alapítvány szervezésében és a Google szponzorálásával, melyet a Wired Nextfest rendezvényen jelentettek be 2007. szeptember 13-án. A kihívás magán-finanszírozású űrkutató csapatoknak szól, cél a sikeres indítás, leszállás, majd utazás a Hold felületén egy robottal, amely meghatározott képeket és egyéb adatokat küld vissza a Földre.
A díjat 2018 év elején visszavonták, mivel belátható időn belül egyik versenyző sem teljesíti a feltételeket.
2018. április 5-én a Xprize bejelentette, hogy új szponzort keres és a következő hónapokban kidolgozza az új feltételeket.

## Összefoglaló
A díj 20 millió amerikai dollár az első csapat részére, amelyik sikeresen landol a Holdon egy robottal, halad legalább 500 métert és nagy felbontású képeket és videókat továbbít a Földre. Egy 5 millió dolláros második díj is létezik, valamint 5 millió dollár a potenciális különdíjazottaknak extra funkciókra, mint például utazás nagy távolságokra (több mint 5 km), a holdon található ember alkotta tárgyak lefényképezéséért, jég felderítéséért a holdkráterekben, az Apollo-program megmaradt eszközeinek felfedezéséért és egy holdi éjszaka túléléséért. Az X prize az első helyezettnek a 20 millió dolláros díjat 2012. december 31-ig biztosítja, utána 2014. december 31-ig 15 millió dolláros pénzdíjat. 2010-ben a végső határidőt áthelyezték 2015 december 31-ére.

## Áttekintés
Peter Diamandis, a projekt alapítója ezt írta a hivatalos weboldalon: 
"Már évtizedek óta feltártuk a Hold felszínét és lehet, hogy még úgy 6-8 évet kell várni, amíg bármelyik kormány a visszatérés mellett dönt. Még akkor is csak hatalmas költséggel és a közönség minimális részvételével. "
A Google Lunar X Prize célja hasonló, mint az Ansari X Prize: új generációs magánberuházásoknak ad inspirációt annak reményében, hogy költséghatékonyabb technológiák fejlődnek ki és az űrkutatás jelenleg magától értetődőnek tartott korlátait leküzdik.

## A nyeremény eredete
Az Ansari X Prize-hoz hasonlóan a Google Lunar X Prize Peter Diamandis egy előző vállalkozásából jött létre. Dr. Diamandis a BlastOff! vezérigazgatója volt, amelynek célja egy robotűrhajó landolása a Holdon a szórakoztatás, az internet, és az űrkutatás keverékeként. Bár végül nem járt sikerrel, a BlastOff! kezdeményezés kikövezte az utat a Google Lunar X Prize előtt.
Kezdetben a NASA volt a tervezett szponzor és a díj csak 20 millió USD volt. Mivel a NASA az Amerikai Egyesült Államok kormányának egy szövetségi hivatala, és így amerikai adóbevételből gazdálkodik, a díj így csak az Egyesült Államok-beli csapatoknak lett volna elérhető. Az eredeti szándék az volt, javaslatot nyújtanak be más űrügynökségeknek, köztük az Európai Űrügynökségnek és a Japán Űrügynökségnek abban a reményben, hogy azok nyújtanak hasonló díjat. Azonban a költségvetési visszavágások eltántorították a NASA-t a díj szponzorálásától. Peter Diamandis ekkor bemutatta az ötletet Larry Page-nek és Sergey Brin-nek, a Google társ-alapítóinak az X-díj Alapítvány vezetőségi ülésén. Megállapodtak a támogatásban, valamint abban is, hogy növeljék az összdíjazást 30 millió dollárra, amely lehetővé tesz egy második díjat, valamint a bónusz nyereményeket.

## Vita a Holdon található történelmi helyszínek körül
Kifogások merültek fel a Holdon található történelmi helyszínekkel kapcsolatban (például az Apollo-program leszállásainak helyszínei). A Lunar X Prize versenyzői megrongálhatják vagy akár teljesen megsemmisíthetik az első holdra szállások nyomait a robotokkal. Az X Prize Alapítvány elismerte ezeknek a helyszíneknek a fontosságát, de 2009 közepéig nem adott ki vezérelveket ezekkel a helyszínekkel kapcsolatban, ezért archeológusok kérték az említett helyszínek meglátogatásáért ajánlott bónusz visszavonását.

## Versenyzők
A versenyre több mint harminc csapat regisztrált hivatalosan, de a verseny előrehaladtával számos csapat visszalépett, vagy összefogott más résztvevőkkel, így 2013 végére 18 csapat maradt versenyben.
2010 szeptemberében jelezte részvételi szándékát a magyar Puli Space Technologies, 2011 januárjában fejezte be a regisztrációt a teljes nevezési összeg átutalásával.
| A csapat neve                                | A jármű neve        | A jármű típusa       | Gyártás állapota | Hivatkozás    |
| -------------------------------------------- | ------------------- | -------------------- | ---------------- | ------------- |
| Puli Space Technologies                      | Puli                | terepjáró            | fejlesztés       | [ 12 ]        |
| Odyssey Moon                                 | MoonOne (M-1)       | leszállóegység       | fejlesztés       | [ 13 ]        |
| Astrobotic Technology                        | Artemis Lander      | leszállóegység       | fejlesztés       | [ 14 ]        |
| Astrobotic Technology                        | Red Rover           | terepjáró            | fejlesztés       | [ 15 ]        |
| Team Italia                                  |                     | terepjáró            | fejlesztés       | [ 16 ]        |
| Micro-Space                                  |                     |                      | visszavonva      | [ 17 ]        |
| Next Giant Leap                              |                     |                      | fejlesztés       | [ 18 ]        |
| Team FREDNET                                 | Még nincs elnevezve | Lander               | visszavonva      | [ 20 ]        |
| Team FREDNET                                 | Még nincs elnevezve | Vándor               | fejlesztés       | [ 21 ]        |
| ARCASPACE                                    | HAAS                | Lunar Orbiter        | visszavonva      | [ 22 ] [ 23 ] |
| ARCASPACE                                    | ELE                 | gömb alapú terepjáró | fejlesztés       | [ 22 ] [ 23 ] |
| Lunatrex                                     |                     |                      | fejlesztés       | [ 24 ]        |
| Chandah                                      |                     |                      | fejlesztés       | [ 25 ]        |
| Advaeros                                     |                     |                      | visszavonva      | [ 26 ]        |
| STELLAR                                      |                     |                      | fejlesztés       | [ 27 ]        |
| JURBAN                                       |                     |                      | visszavonva      | [ 28 ]        |
| Omega Envoy                                  |                     | vándor               | fejlesztés       | [ 29 ]        |
| Independence-X                               |                     |                      | fejlesztés       | [ 30 ]        |
| SYNERGY MOON                                 |                     |                      | fejlesztés       | [ 31 ]        |
| Euroluna                                     | ROMIT               |                      | fejlesztés       | [ 32 ]        |
| Team Selene                                  | LuRoCa 1            | rakéta autó          | visszavonva      | [ 33 ]        |
| White Label Space                            | Még nincs elnevezve | leszállóegység       | fejlesztés       | [ 34 ]        |
| White Label Space                            | Még nincs elnevezve | terepjáró            | fejlesztés       | [ 34 ]        |
| Part-Time-Scientists (részmunkaidős tudósok) | Asimov Jr.          | terepjáró            | fejlesztés       | [ 35 ]        |
| Selenokhod                                   |                     |                      | visszavonva      | [ 36 ]        |
| Open Moon                                    | c-rover             | terepjáró            | visszavonva      | [ 37 ]        |
| SCSG                                         |                     |                      | visszavonva      | [ 38 ]        |
| Quantum3                                     |                     |                      | visszavonva      | [ 39 ]        |